# 우에스기 무네후사
우에스기 무네후사(일본어: 上杉宗房, 1718년 7월 14일 ~ 1746년 9월 26일)는 일본 에도 시대의 다이묘로, 요네자와번의 7대 번주이다. 초명은 가쓰토요(勝豊)이며, 관위는 종4위하, 민부대보(民部大輔), 시종(侍従)이다.
교호 3년(1718년) 6월 17일에 요네자와 번의 5대 번주 우에스기 요시노리의 둘째 아들로 태어났다. 『간세이 중수 제가보(寛政重修諸家譜)』에서는 쇼토쿠 2년(1712년)에 태어났다고 하였으나, 우에스기 가 연보에 의한 교호 3년설이 유력하다. 교호 19년(1734년), 형이자 선대 번주인 우에스기 무네노리가 후사 없이 사망하자, 그 양자가 되어 가문을 계승했다. 겐분 원년(1736년)에 요네자와로 처음 입부하였다.
무네후사 재위 때, 번 재정이 궁핍해진데다가 연공 미납 등의 상황도 심각해져, 무네후사는 백성에 대하여 겐분 3년(1738년) 연공의 해당년도분 완납을 조건으로 한 7개월 분 납부 연체 허가 등의 대책을 강구했다. 또 겐분 4년(1739년)에는 번사들에게 대출한 금전을 일부 갚는다는 조건으로 검약령을 선포하여 번 재정의 재건을 시도하였으나 효과는 별로 없었다.
간포 2년(1742년), 오키타마 군 36,889석(34개 촌)과, 무라야마 군 14,948석(13개 촌) 영지가 요네자와 번의 소유가 되었고, 다카바타케(高畠)와 우루시야마(漆山)에 진야를 세웠다. 엔쿄 3년(1746년) 8월 12일, 형과 마찬가지로 후사 없이 사망하였다. 동생인 우에스기 시게사다가 그 뒤를 이었다.
| 전임 우에스기 무네노리 | 제7대 요네자와번 번주 1734년 ~ 1746년 | 후임 우에스기 시게사다 |